# Jeszcze młodsza generacja
Jeszcze młodsza generacja – album kompilacyjny różnych wykonawców wydany w 1985 roku. Nagrania zrealizowano w okresie listopad 1984 - maj 1985 w studio Tonpress.

## Lista utworów
- Kult – „Piosenka młodych wioślarzy"
- Dom Mody – „Szyfry"
- Madame – „Głupi numer"
- Fort BS – „Rozhulantyna"
- Nowo Mowa – „Dekoder"
- T.Love Alternative – „Zabijanka"
- Made in Poland – „Ja myślę"
- Aya RL – „Nasza ściana"
- Rendez-Vous – „Na skrzyżowaniu ulic"
- Sstil – „Efekt"

## Lista utworów (reedycja 2009)
- Kult – Piosenka młodych wioślarzy
- Dom Mody – Szyfry
- Madame – Głupi numer
- Fort BS – Rozhulantyna
- Nowo Mowa – Dekoder
- T.Love Alternative – Zabijanka
- Made in Poland – Ja myślę
- Aya RL – Nasza ściana
- Rendez-Vous – Na skrzyżowaniu ulic
- Sstil – Efekt
- TZN Xenna - Co za świat
- Siekiera - Misiowie puszyści
- Bóm Wakacje w Rzymie - Pierwszy (Rebeka)
- Instytucja - Twoja Ofensywa
- Voo Voo - Faza III
- Śmierć Kliniczna - Psychopata
- Variété - Te dni (Krzyż)
- Gedeon Jerubbaal - Cichy brzeg
- Armia - Jeżeli...
- Azyl P. - Nic więcej mi nie trzeba